# 軍機処

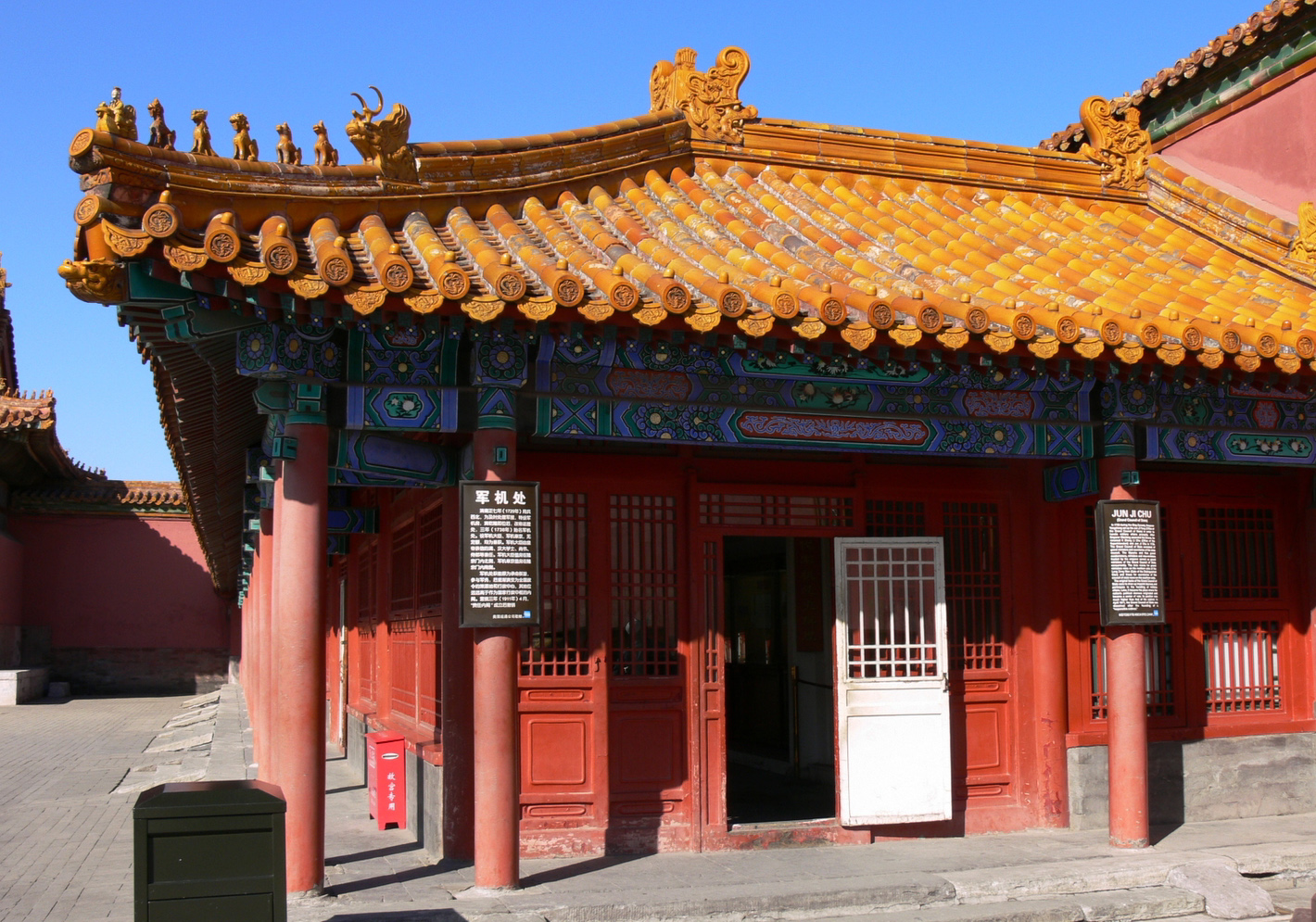
軍機処

軍機処（ぐんきしょ、満洲語：ᠴᠣᠣᡥᠠᡳ
ᠨᠠᠰᡥᡡᠨ ᠊ᡳ
ᠪᠠ 、転写：coohai nashūn -i ba）は清朝の政治制度で、皇帝の最高諮問機関である。
軍機処の始まりは軍機房と呼ばれ、1729年7月5日(雍正7年6月)に雍正帝のジュンガル遠征時に軍事における決定を迅速にするために設けられた。それまでの政務の最高機関であった内閣は定員が増え、仕組みが複雑になりすぎていたため皇帝独裁を狙う雍正帝はこれを嫌い、少数人数により迅速に決定が出来る軍機房を使ったのである。軍機房の最初のメンバーは怡親王胤祥（在任：～雍正8年）・張廷玉（在任：～乾隆14年）・蒋廷錫（在任：～雍正10年）の3名であった。
1732年（雍正10年3月）に軍機房は弁理軍機処に改称した。雍正帝が亡くなった直後の1735年12月（雍正13年10月）、乾隆帝によって弁理軍機処は廃止され、その職域を拡大して軍事だけではなく政務全てを見る総理事務処が作られた。1738年1月（乾隆2年11月）に弁理軍機処に再び改称され、この時から軍機処のメンバーを軍機大臣とするようになった。
軍機処は内閣大学士や各部の尚書から選ばれた3人から6人ほどの軍機大臣が選ばれ、最高責任者とされた。制度で定められていたわけではなかったが、漢人・満洲人がほぼ同数選ばれていた。
清も末期になり、国内が乱れてくると役職が高い人物よりも李鴻章のような背後に軍隊を背負った軍閥（郷勇）の方が権勢を振るうようになり、軍機大臣は有名無実化した。